# Woman of the World/To Make a Man
| Оценки критиков | Оценки критиков |
| Источник        | Оценка          |
| --------------- | --------------- |
| Allmusic        | [ 1 ]           |

Woman of the World/To Make a Man — 14-й студийный альбом американской кантри-певицы Лоретты Линн, выпущенный 7 июля 1969 года на лейбле Decca Records. Продюсером был Оуэн Брэдли.
Альбом включает кавер на песню «Stand by Your Man», первоначально написанную Тэмми Уайнетт, которая была самым главным соперником Линн в то время. Линн также записала другие каверы для этого альбома, в том числе «Today I Started Loving You Again» Мерла Хаггарда и «Johnny One Time» Бренды Ли.

## История
Релиз диска состоялся 7 июля 1969 года на лейбле Decca Records.
Альбом получил положительные отзывы музыкальных критиков и интернет-изданий.
В обзоре, опубликованном в номере журнала Billboard от 19 июля 1969 года, говорится: «Лоретта Линн не имеет себе равных, когда дело доходит до убеждения с помощью песни; уникальный её голос звучит в вашей голове ещё долго после последней ноты. И когда она поет свой хит „Woman of the World“, берегитесь — это истинная сила.
Её большой хит „To Make a Man“ тоже здесь. И её версии песен „Johnny One Note“ and „No One Will Ever Know“ — это переполненные эмоциями нервы».
Журнал Cashbox опубликовал обзор в выпуске от 9 июля 1969 года, в котором говорилось, что альбом наполнен чувственным вокалом и могучими красивыми балладами.

## Список композиций
| №  | Название                                    | Автор(ы)                  | Дата записи       | Длительность |
| -- | ------------------------------------------- | ------------------------- | ----------------- | ------------ |
| 1. | «Woman of the World (Leave My World Alone)» | Sharon Higgins            | November 18, 1968 | 2:54         |
| 2. | «Johnny One Time»                           | Dallas Frazier A.L. Owens | April 9, 1969     | 2:45         |
| 3. | «If You Were Mine to Lose»                  | Mickey Jaco               | April 9, 1969     | 2:50         |
| 4. | «The Only Time I Hurt»                      | Лоретта Линн              | April 9, 1969     | 2:44         |
| 5. | «No One Will Ever Know»                     | Mel Foree Fred Rose       | April 9, 1969     | 2:35         |
| 6. | «Big Sister, Little Sister»                 | Frances Heighton Lynn     | April 9, 1969     | 2:40         |

| №  | Название                           | Автор(ы)                     | Дата записи   | Длительность |
| -- | ---------------------------------- | ---------------------------- | ------------- | ------------ |
| 1. | «To Make a Man (Feel Like a Man)»  | Lynn                         | May 28, 1969  | 2:15         |
| 2. | «Today I Started Loving You Again» | Мерл Хаггард Bonnie Owens    | April 2, 1969 | 2:17         |
| 3. | «Stand by Your Man»                | Billy Sherrill Тэмми Уайнетт | April 2, 1969 | 2:51         |
| 4. | «One Little Reason»                | Lynn                         | May 14, 1969  | 2:47         |
| 5. | «I'm Lonesome for Trouble Tonight» | Lynn Doyle Wilburn           | April 9, 1969 | 2:34         |

## Позиции в чартах

### Альбом
| Чарт (1969)                      | Высшая позиция |
| -------------------------------- | -------------- |
| США Hot Country LP’s (Billboard) | 2              |
| США Top LP’s (Billboard)         | 148            |

### Синглы
| Название                                    | Год  | Высшая позиция | Высшая позиция |
| Название                                    | Год  | US Country     | CAN Country    |
| ------------------------------------------- | ---- | -------------- | -------------- |
| «Woman of the World (Leave My World Alone)» | 1969 | 1              | —              |
| «To Make a Man (Feel Like a Man)»           | 1969 | 3              | 4              |